# Коваленко, Пётр Михайлович
Пётр Михайлович Коваленко (1913—1960) — подполковник Советской Армии, участник советско-финской и Великой Отечественной войн, Герой Советского Союза (1944).

## Биография
Пётр Коваленко родился 1 сентября 1913 года в городе Покровске (ныне — Энгельс Саратовской области) в крестьянской семье. Окончил восемь классов школы и школу фабрично-заводского ученичества, после чего работал шофёром. В 1935 году Коваленко был призван на службу в Рабоче-крестьянскую Красную Армию. В 1939 году он окончил Харьковское танковое училище. Принимал участие в советско-финской войне. После её окончания Коваленко был назначен помощником военного атташе при посольстве СССР в Югославии. 
Когда в апреле 1941 года Германия и ее союзники вторглись в Югославию, то Коваленко лично вывез членов советской дипломатической миссии. Советские дипломаты вместе с коллегами из Великобритании, Норвегии, Польши, Египта и Греции разместились во Врнячка-Бане.
Когда в конце 1943 года руководитель Народно-освободительной армии Югославии (НОАЮ) Иосип Броз Тито попросил руководство СССР направить в Югославию военную миссию для помощи в партизанской борьбе, Коваленко был также включён в эту группу. Миссия добиралась до Югославии через Кавказ, Иран, Египет, Тунис и Италию. В феврале 1944 года на планерах группа перелетела через Адриатическое море и приземлилась в районе города Босанско-Петровац. Коваленко осуществлял связь между подразделениями НОАЮ, ходил в разведку в глубокий вражеский тыл, доставляя важные сведения, участвовал в разгроме немецких подразделений, а также отрядов усташей и четников.
Указом Президиума Верховного Совета СССР от 24 августа 1944 года за «доблесть и мужество, проявленные при выполнении особых заданий командования по борьбе с гитлеровскими оккупантами на территории Югославии» майор Пётр Коваленко был удостоен высокого звания Героя Советского Союза с вручением ордена Ленина за номером 38835 и медали «Золотая Звезда» за номером 7302. Был также награждён орденом Красного Знамени, двумя орденами Красной Звезды, югославским орденом Партизанской звезды 1-й степени, а также рядом медалей.
После окончания войны Коваленко продолжил службу в Советской Армии. В 1954 году он окончил курсы усовершенствования офицерского состава. В 1958 году в звании подполковника Коваленко был уволен в запас. Проживал и работал в Москве. Умер после тяжёлой болезни 15 июня 1960 года. 

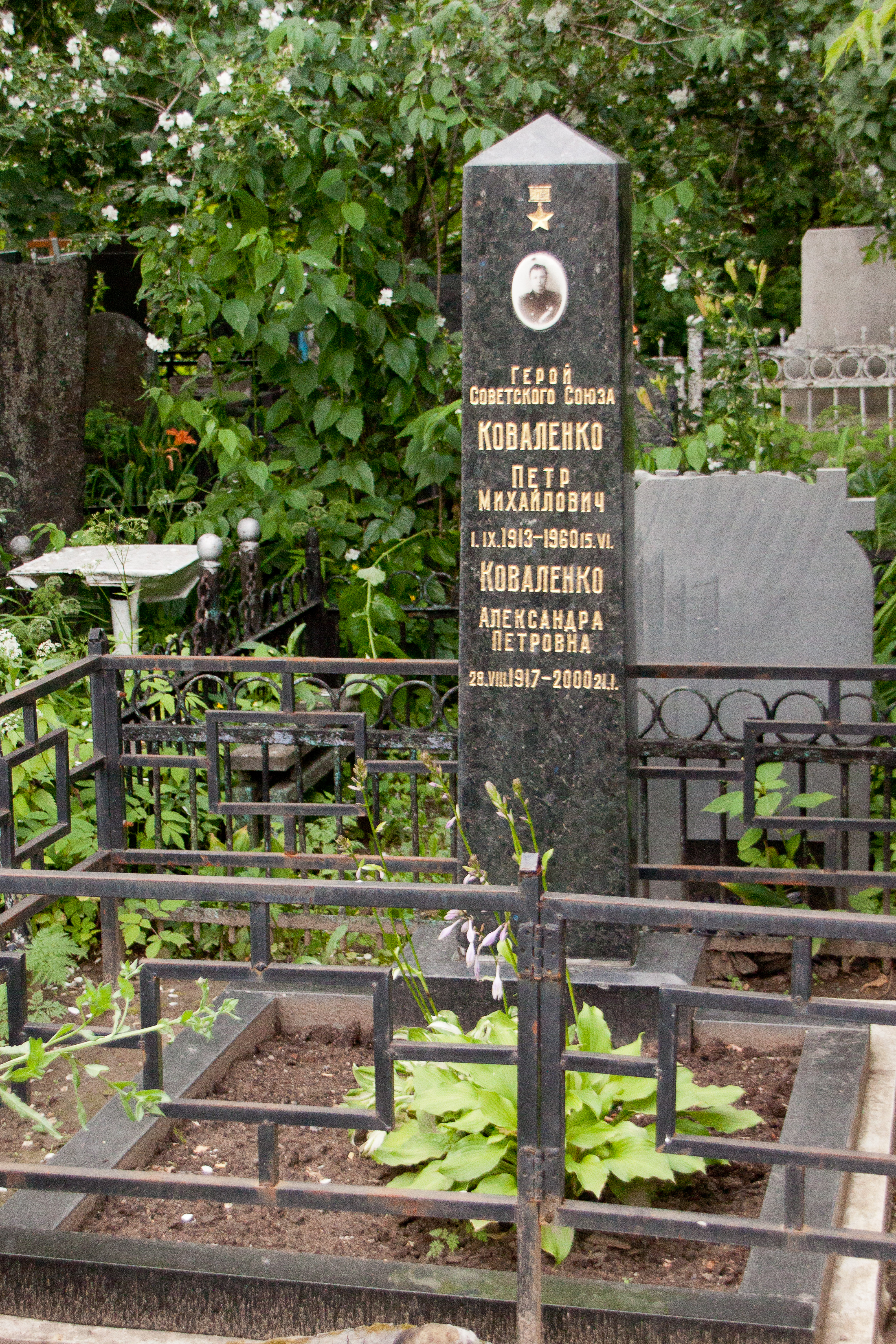
Могила П. Коваленко на Преображенское кладбище

Похоронен на Преображенском кладбище Москвы.
Почётный гражданин города Энгельс.